# 灰毛风铃草
灰毛风铃草（学名：Campanula cana）是桔梗科风铃草属的植物。分布於不丹、印度、尼泊尔以及中国大陆的云南、四川、西藏等地，生长于海拔1,000米至4,300米的地区，多生在石灰岩石上，目前尚未由人工引种栽培。